# Station Załuż
Station Załuż is een spoorwegstation in de Poolse plaats Załuż.